# 달이 뜨는 강
《달이 뜨는 강》은 2021년 2월 15일부터 2021년 4월 20일까지 방송된 KBS 2TV 월화 드라마이다.

## 기획 의도
고구려가 삶의 전부였던 공주 '평강' 사랑을 역사로 만든 장군 '온달' 운명에 굴하지 않은 그들의 순애보!

## 방송 시간
| 방송 채널 | 방송 기간                                             | 방송 시간                           | 방송 분량                                 |
| --------- | ----------------------------------------------------- | ----------------------------------- | ----------------------------------------- |
| KBS 2TV   | 2021년 2월 15일 ~ 2021년 4월 20일 [1회~20회] (본방송) | 매주 월요일, 화요일 밤 9:30 ~ 10:40 | 70분 (1회당 1부 40분, 2부 30분 분할 방송) |

## 등장 인물

### 주요 인물
- 김소현 : 평강공주 / 염가진 역 (아역 : 허정은) - 탐욕스러운 간신들을 몰아내고 무너진 고구려의 영광을 되찾겠다!!

고구려 평원왕의 딸, '공주'일 땐, 총명. 강직. 담대. 천주방의 살수 '염가진'일 땐 시니컬. 냉철. 때로는 잔인. 예외적으로 '온달 앞'일 땐 허당. 덜렁. 때로는 순진. 무능한 아버지와 이기적인 간신들을 무너진 고구려의 위상을 바로 세워야 한다는 목표를 향해 달려가는 고구려의 최고 여장부. 여성 최초의 고구려 태왕을 꿈꿀 만큼 대단한 야심가처럼 보이지만, 나라와 백성을 지키고 싶은 마음만큼은 진심이다. 시작은 '복수'였지만 점차 '대의'를 위해 자신만의 싸움을 하게 된다.
- 지수 → 나인우 : 온달 역 (아역 : 서동현) - 평강의 검이 되어 그녀의 뜻을 이뤄주겠다!

前 순노부 족장 온협의 아들, 현 대성산 귀신 혹은 바보 온달. 어릴 땐 호기심, 모험심, 의협심 모두 과했던 열혈소년. 지금은 세상 만물 모두를 위하고 사랑하는 비폭력주의자. 밀렵꾼들이 쳐놓은 덫에 빠진 짐승들을 구해주고, 가뭄이 들자 목마른 동물들을 위해 산 곳곳에 우물을 파러 다닐 정도로 선하고 순박한 인물. 그러나 싸움 한번 하게 되면 그 파괴력이 엄청나다. 제비같이 몸이 빠르고 힘이 장사에 돌팔매질 기술이 넘사벽인데다 가공할 만한 점프력까지 갖췄고, 결정적으로 양손을 자유자재로 쓰니 무예를 따로 익히지 않았음에도 불구하고 적수가 없다. 뭔가를 빼앗거나 얻기 위해 싸우는 사람들과 달리 그는 누군가를 지키기 위해서만 싸운다.
- 이지훈 : 고건 역 - 평강공주를 가져야겠다!

상부 고씨 계루부 고추가 고원표의 장남, 계루부땅 송학산성 성주. 거느리는 선인이 1천 명이 넘는, 태학 수석 출신의 엘리트 장군. 한눈에 봐도 '왕족'인 걸 알 수 있을 정도로 품위와 권위가 느껴진다.
- 최유화 : 해모용 역 - 고구려를 가지고 놀겠다!

소노부 고추가 해지월의 양녀, 빼어난 미모, 주도면밀한 성격. 셈이 빠르고 이재에 능하며, 약초를 다루는 실력도 탁월하다. 아버지 해지월 대신 실질적으로 소노부를 이끌고 있는 비선실세. 그러나 숨겨놓은 속내가 있는 미스테리한 여인. 허나 신라의 첩자로 밝혀졌다.

### 황궁
- 김법래 : 평원왕 역 - 내 과오를 바로 잡고 고구려의 왕권을 되찾겠다!

고구려 25대왕, 고구려의 오셀로, 반전의 태왕. 평강의 아버지. 가뭄이 들면 반찬 수를 줄이라고 할 정도로 백성들을 위하는 자애롭고 너그러운 성품의 성군이었다. 그러나 실권을 쥔 신하들에게 밀리면서 예민하고 의심많은 성격으로 변한다. 죽은 연왕후의 남편. (1회 ~ 17회)
- 차광수 : 진필 역 - 잘 키운 딸 하나 열 아들 안 부럽다!

관노부 대가, 제2왕후 진비의 아버지. 왕실 외척. 손자 건무가 태왕이 되길 바란다. 소심하고 유약하지만 딸의 권력을 등에 업고 거들먹거린다.
- 김정영 : 공손 부인 역 - 평강의 유모, 8년 전 공주가 실종된 후 홀로 빈 목련당(공주궁)을 지켰다. 매년 공주의 천도제가 돌아올 때마다 절로 눈물이 흘렀기에, 평강이 살아 돌아왔을 때 누구보다 기뻐하고 감격했다.
- 김소현 : 연왕후 역 - 8년 전 사망한 평강과 원(영양왕)의 어머니, 진정한 노블레스 오블리주. 고구려의 왕후로서 백성을 위한 일이 무엇일지 끊임없이 고민하고 실천하려고 노력했던 인물. 평원왕의 정실부인.
- 손우혁 : 태감 역 - 태왕을 모시는 우두머리 환관, 평원왕의 최측근인 동시에 고원표의 사주를 받고 왕실의 동향을 보고하는 위협적인 인물이기도 하다.
- 안신우 : 김평지 역 - 소노부 출신 이전에 고구려의 신하고 평원왕의 벗

출신 가문도 별 볼 일 없고 가진 재산도 없고 심지어 지켜야 할 가족도 없어서 아무도 견제하지 않는 인물. 그 투명한 이력 덕분에 제가회의의 의장인 대대로(임기 3년)를 연임할 수 있었다.
- 왕빛나 : 진비 역 - 평원왕의 계비, 빼어난 미색과 교태로 왕의 마음을 얻고 왕자 건무(영류왕)를 낳았다. 호시탐탐 태자 원(영양왕)을 몰아내고 건무를 왕위에 올리려고 한다.
- 기은세 : 현비 역 - 평원왕의 후궁, 티 없이 맑게 자란 전형적인 귀족 아가씨. 보이면 보이는 대로, 들리면 들리는 대로 떠들기 좋아하는 성미 때문에 본의 아니게 화근을 만들기도 한다. 한 마디로 좀 푼수다.
- 권화운 : 영양왕 역 (청소년기 : 박상훈, 아역 : 송민재) - 평원왕과 죽은 연왕후의 아들. 평강의 친동생. 과거 고구려 태자 원.
- 성민준 : 고건무 역 (고구려 27대 영류왕) - 평원왕과 진비의 아들. 훗날의 영류왕.

### 순노부 (귀신골)
- 황영희 : 사씨 역 - 온달의 유모, 비폭력주의자이자 평화주의자. 용서와 이해, 더불어 사는 삶 중시. 온협 족장님의 생전 뜻에 따라 온달에게 무예도 가르치지 않고 사람의 소중함, 목숨의 무거움, 삶의 지혜만 강조한다. (2회 ~ 17회) 이에 정신이 이어저 온달이 지금의 온달이 되었다.
- 정욱 : 사운암 역 - 순노부 원로, 귀신골 촌장. 백성들과 눈높이를 맞추는 사려 깊고 온후한 성품의 소유자. 온달을 아들처럼 아낀다.
- 김동영 : 사풍개 역 - 사운암의 아들, 타라진의 남편, 순노부에서 온달과 부대끼며 자란 오랜 벗. 온달과 티격태격하면서도 결정적인 순간엔 형제보다 진한 우정을 발휘한다.
- 오아린 : 월이 역 - 귀신골 (화전민마을) 실세, 백제 유민 출신. 구김 없고 해맑고 씩씩하다. 나이는 어리지만, 가끔씩 애늙은이 같은 소리로 사람들을 놀라게 한다.
- 이상찬 : 석구 역 - 군영의 마굿간에서 일하다 모진 매질을 못 견디고 도망쳤다. 성치 않은 몸으로 죽어가던 것을 온달이 발견, 귀신골로 데려왔다. 과묵하고 무뚝뚝해 보이지만 사실 속정이 깊고 의리도 아는 남자다.
- 원우 : 필구 역 - 장안성 축조에 동원되었다가 야반도주 하다가 이 산, 저 산 떠돌며 초목피로 하루하루를 연명하다 사냥을 하러 나온 온달을 만났고, 귀신골 주민이 됐다.
- 윤아정 : 홍매 역 - 귀신골에 사는 아낙. 말도 많고, 정도 많고, 오지랖도 많고 넓다. 전쟁 통에 남편과 자식을 잃은 신세지만 지금은 귀신골에 없어서는 안될 살림꾼.

### 계루부
- 이해영 : 고원표 역 - 왕좌는 우리 상부 고씨의 것이다!

계루부 고추가, 제가회의의 수장. 냉혹하고 무자비한 동시에 주도면밀하다. 언젠가 내부 고씨를 몰아내고 상부 고씨가 태왕이 될 날을 꿈꾸고 있다. (1회 ~ 17회)
- 윤주만 : 고상철 역 - 상부 고씨 가문, 계루부 고추가 고원표의 오른팔. 온갖 위험한 임무와 지저분한 일을 도맡아하며 고원표에게 충성을 바친다.

### 소노부
- 정인겸 : 해지월 역 - 돈이 곧 권력이다!

소노부 대가 (족장), 대외무역을 하는 상단을 운영해서 막대한 자금을 확보하고 있는 거부. 가장 부유한 부족이지만 그 부를 유지하기 위해 계루부 고원표의 눈치를 살펴야 한다. 해모용의 양아버지.

### 천주방
- 한재영 : 두중서 역 - 살수 집단 천주방 방주, 주술과 신점에도 능한 그는 본래 고구려의 길훙화복을 점치는 황실 소속 복사였다. (1회 ~ 17회)
- 류의현 : 타라산 역 - 천주방 살수, 타라진의 이란성 쌍둥이 오빠. 똑부러지는 동생과 달리 사람 죽이는 살수치고 순진하고 어리숙하다. 틈만 나면 동생과 티격태격하지만 우애는 깊다. (2회 ~ 13회)
- 김희정 : 타라진 역 - 천주방 살수, 죽은 타라산의 이란성 쌍둥이 여동생, 사풍개의 아내. 말투 거칠고 선머슴 같은 성격에다 얼굴도 닮아서 사람들이 자주 타라산으로 착각한다. 그래도 평강보다는 자기가 여성스럽다고 착각하며 평강이 온달을 만날 때 나름 연애코치까지 한다.
- 문진승 : 마태모 역 - 천주방의 살수, 죽여야 할 상대에게 자비란 없다. 남녀노소 가리지 않고 칼을 휘두른다. 방주의 총애를 갈구하지만 늘 가진(평강)의 그늘에 가려 2인자에 머물러 있다.
- 정은표 : 염득 역 - 천주방 일원, 평강(염가진)을 키워준 양아버지. 순박하고 선한 성품. 직접 만든 소금을 만들어서 팔고 남은 이익과 그 과정에서 얻은 정보를 천주방에 제공한다. 전쟁에서 아내와 딸을 잃고 가난에 허덕일 때 천주방이 거둬줬다.

### 그 외 인물
- 안수빈
- 조태관 : 월광 역 - 이불란사 승려. 온달의 스승.
- 김승수 : 진흥왕 역 - 신라 24대 왕.ㅡ 고구려에게 죽은 동부여 대소왕 의 한 후손
- 신세영 : 위발타 역 - 북주 천기군 장군.
- 최광제 : 양책 역 - 황주성 성주
- 최철호 : 연청기 역 - 절노부의 수장. 고구려와 돌궐, 주나라의 국경경비.ㅡ 한 후손은 말갈 걸사 씨의 조상
- 손선근
- 지성환

### 특별 출연
- 강하늘 : 온협 역 - 온달의 아버지, 순노부 족장. 고구려의 무장. 나라와 부족에 대한 의무와 책임을 다하느라 마음껏 사랑해주지 못한 아들에 대한 미안함을 가슴에 품은 채 역도 누명을 쓰게 된다.

## 시청률
최저 시청률과 최고 시청률은 시청률 조사회사와 지역별로 시청률에 차이가 있을 수 있습니다.
| 2021년 | 2021년   | 2021년         | 2021년         | 2021년       |
| 회차   | 방송일   | TNmS 시청률    | AGB 시청률     | AGB 시청률   |
| 회차   | 방송일   | 대한민국(전국) | 대한민국(전국) | 수도권(서울) |
| ------ | -------- | -------------- | -------------- | ------------ |
| 제1회  | 2월 15일 | 5.5%           | 6.5%           | -            |
| 제1회  | 2월 15일 | 7.5%           | 9.4%           | 8.8%         |
| 제2회  | 2월 16일 | 5.8%           | 5.8%           | -            |
| 제2회  | 2월 16일 | 8.3%           | 9.7%           | 8.9%         |
| 제3회  | 2월 22일 | 6.4%           | 6.4%           | 6.3%         |
| 제3회  | 2월 22일 | 8.7%           | 9.2%           | 8.4%         |
| 제4회  | 2월 23일 | 6.3%           | 6.3%           | 6.2%         |
| 제4회  | 2월 23일 | 9.4%           | 10.0%          | 9.8%         |
| 제5회  | 3월 1일  | 6.1%           | 6.5%           | -            |
| 제5회  | 3월 1일  | 8.2%           | 8.8%           | 7.9%         |
| 제6회  | 3월 2일  | 6.0%           | 6.6%           | -            |
| 제6회  | 3월 2일  | 8.6%           | 9.2%           | 6.3%         |
| 제7회  | 3월 8일  | 6.1%           | 6.7%           | 6.3%         |
| 제7회  | 3월 8일  | 7.8%           | 8.7%           | 8.2%         |
| 제8회  | 3월 9일  | 5.9%           | 6.1%           | 5.8%         |
| 제8회  | 3월 9일  | 8.2%           | 8.3%           | 7.3%         |
| 제9회  | 3월 15일 | 7.4%           | 6.6%           | 6.1%         |
| 제9회  | 3월 15일 | 9.0%           | 8.4%           | 7.8%         |
| 제10회 | 3월 16일 | 6.8%           | 7.2%           | 7.0%         |
| 제10회 | 3월 16일 | 8.9%           | 9.1%           | 9.0%         |
| 제11회 | 3월 22일 | 7.0%           | 7.3%           | 6.6%         |
| 제11회 | 3월 22일 | 8.4%           | 8.7%           | 7.6%         |
| 제12회 | 3월 23일 | 6.4%           | 6.8%           | 6.1%         |
| 제12회 | 3월 23일 | 7.8%           | 8.1%           | 7.1%         |
| 제13회 | 3월 29일 | 7.0%           | 6.8%           | 5.9%         |
| 제13회 | 3월 29일 | 9.0%           | 8.7%           | 7.4%         |
| 제14회 | 3월 30일 | 7.6%           | 6.4%           | 5.7%         |
| 제14회 | 3월 30일 | 8.9%           | 8.4%           | 7.6%         |
| 제15회 | 4월 5일  | 6.1%           | 6.7%           | 6.2%         |
| 제15회 | 4월 5일  | 7.9%           | 7.8%           | 7.2%         |
| 제16회 | 4월 6일  | 6.3%           | 6.0%           | 5.1%         |
| 제16회 | 4월 6일  | 8.2%           | 7.8%           | 6.5%         |
| 제17회 | 4월 12일 | 7.1%           | 6.7%           | -            |
| 제17회 | 4월 12일 | 8.6%           | 8.4%           | 6.7%         |
| 제18회 | 4월 13일 | 6.7%           | 6.6%           | -            |
| 제18회 | 4월 13일 | 8.4%           | 8.4%           | 7.5%         |
| 제19회 | 4월 19일 | 6.8%           | 6.8%           | 5.7%         |
| 제19회 | 4월 19일 | 8.5%           | 8.3%           | 6.9%         |
| 제20회 | 4월 20일 | 7.0%           | 6.8%           | 5.6%         |
| 제20회 | 4월 20일 | 8.8%           | 8.3%           | 7.3%         |

## 참고 사항
- SBS가 야심차게 기획한 지상파 유일의 엑소시즘 팩션 사극물인 '조선구마사'가 첫방송 당시, 역사 왜곡 시비 문제로 조기 폐지된 이후에, 시청률 1위를 탈환한 사실이 있었다.
- 김소현과 김희정은 2015년에 방송된 KBS2 월화드라마 《후아유 - 학교 2015》에 이어서 두번째로 의기투합하게 되었다.
- 김정영과 박상훈은 2020년에 방송된 KBS2 월화드라마 《본 어게인》에 이어서 두번째로 의기투합하게 되었다.
- 지수와 강하늘은 2016년에 방송된 SBS 월화드라마 《달의 연인 - 보보경심 려》에 이어서 두번째로 의기투합하게 되었는데 강하늘이 해당 드라마에 특별출연으로 출연했다.
- 지수가 학교폭력 논란으로 인해 하차하게 되었고, 7회부터 배우 나인우로 교체되어 방송되었고 1~6회도 나인우가 촬영하여 VOD 서비스로 공개되었다.

## 수상 경력
- 제48회 한국방송대상 TV드라마부문 작품상
- 2021년 KBS 연기대상 남자 신인상 (나인우)
- 2021년 KBS 연기대상 베스트 커플상 (김소현&나인우)
- 2021년 KBS 연기대상 인기상 (김소현)
- 2021년 KBS 연기대상 여자 최우수상 (김소현)

## 같이 보기
- 대한민국의 텔레비전 드라마 목록 (ㄷ)
- 2021년 대한민국의 텔레비전 드라마 목록